# Egils saga

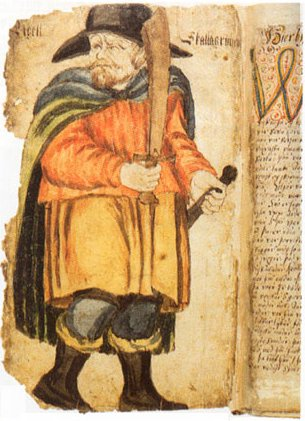
Egill Skallagrímsson in einer isländischen Handschrift aus dem 17. Jahrhundert

Egils saga (auch Egils saga Skallagrímssonar oder kurz Egla bzw. Eigla, deutsch Die Saga von Egil Skalla-Grimsson) ist eine der herausragendsten Isländersagas.
Verfasst wurde sie vermutlich zwischen den Jahren 1220 und 1240. Die Saga wird häufig Snorri Sturluson (1179–1241) zugeschrieben, seine Autorschaft ist jedoch umstritten. Die Saga handelt vom Leben der Hauptperson Egill Skallagrímsson, einem isländischen Bauern, Wikinger und Skalden, und seiner Familie, die im 10. Jahrhundert lebte. Insgesamt treten darin ungefähr 400 Personen auf, die entweder mit ihm verwandt sind oder ihn in Streit oder Freundschaft treffen.

## Handlung

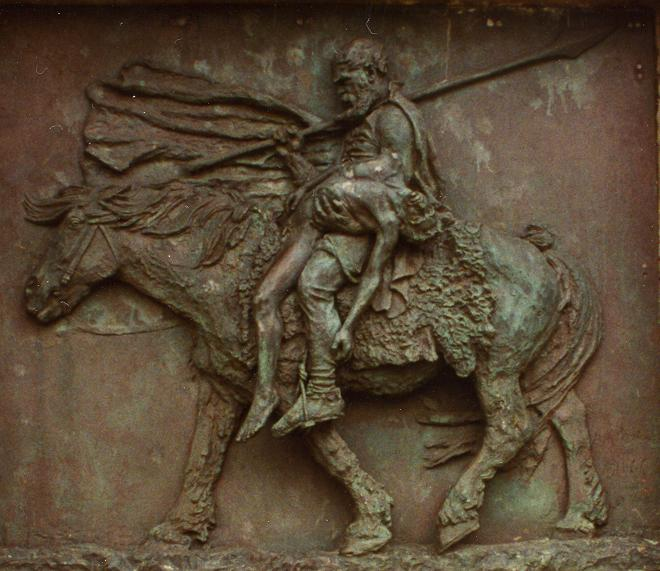
Egill Skallagrímsson mit der Leiche seines Sohnes Böðvar (Kunstwerk von Anne Marie Carl-Nielsen)

Die Saga beginnt in Norwegen im Jahre 850 im Leben von Egils Großvater Úlfr, auch Kveldúlfr genannt (dt.: Abendwolf), und seiner beiden Söhne Þórólfr, einem großen Krieger, der eine komplizierte Beziehung zum König von Norwegen Haraldr unterhält, und Egils Vater Skallagrímr Kveldúlfsson.
Nach Þórólfs Tod, aufgrund seiner unfreiwillig gebrochenen Untertanenpflicht gegenüber König Haraldr, fliehen Skallagrímr und Kveldúlfr aus Norwegen nach Island. Skallagrímur lässt sich als friedlicher Bauer und Schmied in Borg (wohl Borg á Mýrum bei Borgarnes) nieder, wo auch seine Söhne Egill und Þórólfr (nach seinem Onkel benannt) aufwachsen.
Die Saga erzählt daraufhin die Kindheit Egills, die eine Ahnung seiner zukünftigen rebellischen Haltung aufkommen lässt. Der Friede, den seine Familie gefunden hatte, wird durch Egils gefährliche Haltung gegenüber der sozialen Ordnung bedroht. Er schürt Ärger, indem er im Alter von sieben Jahren seinen ersten Mord mit einer Axt begeht. Danach wird über Egils Reisen nach Skandinavien und England, seine Kämpfe und Freundschaften, die Beziehung zu seiner Familie (geprägt durch den Neid, sowie die Zuneigung zu seinem älteren Bruder Þórólfr), seine Jahre im Alter und das Schicksal seines eigenen Sohnes Þorsteinn und dessen Nachkommen berichtet.
Die Saga endet ungefähr im Jahr 1000 und umfasst mehrere Generationen. Sie betrachtet vor allem die verschiedenen Abschnitte in Egils Leben, die häufig von Kämpfen geprägt und von Egill selber mit zahlreichen Dichtungen erzählt werden. Vor seinem Tod versteckt Egill angeblich seinen während der Jahre angehäuften Silberschatz in der Nähe von Mosfellsbær und begründete damit die Legende von „Egils Silber“ (altnordisch silfur Egils).
Der Forscher Jesse Byock vermutet, dass Egill an der Krankheit Osteodystrophia deformans litt. Diesen Schluss zieht Byock durch den Vergleich verschiedener Textpassagen mit den Symptomen der Krankheit.

### Ausgaben und Übersetzungen
- Finnur Jónsson: Egils saga Skallagrímssonar. Nebst den Grösseren Gedichten Egils. (= Altnordische Sagabibliothek. 3). Max Niemeyer Verlag, Halle/S. 1924 (Digitalisat bei Internet Archive).
- Rolf Heller (Hrsg./Übers.): Die Saga von Egil. Die Saga von den Leuten auf Eyr. Die Saga von den Leuten aus dem Laxartal. (= Isländersagas. Band 1). Insel-Verlag, Leipzig 1982, S. 41–305.
- Felix Niedner (Hrsg./Übers.): Die Geschichte vom Skalden Egil (= Thule. Altnordische Dichtung und Prosa. Band 3). Eugen Diederichs, Jena 1911.
- Kurt Schier (Hrsg./Übers.): Egils Saga. Die Saga von Egil Skalla-Grimsson. Diederichs, Düsseldorf 1978, ISBN 3-424-00521-5 (Vollständige Neubearbeitung: Diederichs, München 1996, ISBN 3-424-01262-9).

### Hörbuch
- Arthúr Björgvin Bollason erzählt die Saga von Egill (Egils saga). In: "Die Saga-Aufnahmen (II): Die Saga von Egill (Egils saga) / Die Saga von Grettir (Grettis saga)", supposé, Berlin 2011, ISBN 978-3-86385-002-9 (deutsch)

### Lexikonartikel
- Richard M. Perkins: Egils saga Skalla-Grímssonar. In: Reallexikon der Germanischen Altertumskunde (RGA). 2. Auflage. Band 6, Walter de Gruyter, Berlin/New York 1986, ISBN 3-11-010468-7, S. 469–476 (kostenpflichtig über GAO, De Gruyter Online).
- Rudolf Simek, Hermann Pálsson: Lexikon der altnordischen Literatur (= Kröners Taschenausgabe. Band 490). Kröner, Stuttgart 1987, ISBN 3-520-49001-3.
- Torfi Tulinius: Snorri Sturluson: Egils saga. In: The Literary Encyclopedia, 3. Februar 2023 (englisch; abrufbar unter academia.edu).

### Forschungsliteratur
- Jónas Kristjánsson: Eddas und Sagas. Die mittelalterliche Literatur Islands. Übertragen von Magnús Pétursson und Astrid van Nahl, H. Buske, Hamburg, 1994, S. 276–281.
- Claudia Müller: Erzähltes Wissen. Die Isländersagas in der Möðruvallabók (AM 132 fol.) (= Texte und Untersuchungen zur Germanistik und zur Skandinavistik, Bd. 47; zugl. Bonn, Univ.Diss., 1999), P. Lang, Frankfurt am Main, 2001.
- Jan Alexander van Nahl: Náttvig eru morðvíg. Dunkelheit und Nacht in der Egils saga Skallagrímssonar. In: Sabine Walter (Hg.), Res, Artes et Religio. Essays in Honour of Rudolf Simek. Leeds 2020, S. 461–477 (abrufbar unter academia.edu).
- Fabian Schwabe: Die Egils saga Skalla-Grímsonnar in Cod. Guelf. 9.10. Aug. 4to. Grammatik, Text und Glossar. Dissertation Universität Greifswald 2015 (Volltext).
- Kurt Schier: Sagaliteratur. (= Sammlung Metzler. Band 78). Realienbücher für Germanisten. Metzler, Stuttgart 1970.
- Torfi H. Tulinius: The Enigma of Egill. The saga, the viking poet, and Snorri Sturluson (= Islandica, Bd. 57). Cornell University Library, Ithaca, NY 2014, ISBN 978-0-935995-18-3.
- Laurence de Looze, Jón Karl Helgason, Russell Poole, Torfi H. Tulinius (Hrsg.): Egil, the viking poet. New approaches to Egil's saga (= Toronto old Norse and Icelandic series, Bd. 9). University of Toronto Press, Toronto/Buffalo 2015, ISBN 1-4426-4969-0.